# フランス4
フランス4（フランス キャトル France 4）は、フランスの公共のテレビネットワークである。キッズ、スポーツ、音楽や芸術の番組を特徴とする。フランス・テレビジョンにより運営されている。フランス4は、ケーブル、衛星、ADSLおよびデジタル放送において、視聴ができる。

## 歴史
1996年の開設以降、Festivalという名前を使用していたが、2005年3月31日にフランス4に改名し、フランス・テレビジョングループとなった。
2021年9月以降、このチャンネルの番組はブランドに分けられ、午前6時から午後9時まではOkoo（オクー）という若年層向け番組が放送されている。2021年9月から2025年6月6日まで、午後9時から午前6時まではCulturebox（キュルチュールボックス）という音楽や芸術の番組が放送されていた。